# Olympische Jugend-Sommerspiele 2010/Teilnehmer (Griechenland)
| Gelbes Symbol für Goldmedaillen mit stilisierten Olympischen Ringen | Graues Symbol für Silbermedaillen mit stilisierten Olympischen Ringen | Braundes Symbol für Bronzemedaillen mit stilisierten Olympischen Ringen |
| ------------------------------------------------------------------- | --------------------------------------------------------------------- | ----------------------------------------------------------------------- |
| —                                                                   | 1                                                                     | 3                                                                       |

Die Jugend-Olympiamannschaft aus Griechenland für die I. Olympischen Jugend-Sommerspiele vom 14. bis 26. August 2010 in Singapur bestand aus 28 Athleten.
Wie bei Olympischen Spielen üblich, lief Griechenland bei der Eröffnungsfeier als erste Nation ein. Fahnenträger war der Ruderer Michalis Nastopoulos, der im Zweier die Silbermedaille gewann. Der Ruder-Zweier der Mädchen gewann Bronze, ebenso der Leichtathlet Theodoros Chrysanthopoulos und die Basketballmannschaft. Die Bogenschützin Zoi Paraskevopoulou gewann eine Silbermedaille im gemischten Wettbewerb, diese Medaille floss jedoch nicht in den offiziellen Medaillenspiegel ein.

## Athleten nach Sportarten

### Basketball
Jungen
- Bronze
- Theodoros Tsiloulis
- Spyridon Panagiotaras
- Lampros Vlachos
- Emmanuel Tselentakis

### Bogenschießen
Mädchen
- Zoi Paraskevopoulou
Einzel: Sechzehntelfinale
Doppel: Silber  (mit Gregor Rajh  Slowenien)

### Boxen
Jungen
- Alexios Zarntiasvili
Superschwergewicht: 6. Platz

### Judo
Jungen
- Alexios Ntanatsidis
Klasse bis 81 kg: 5. Platz
Mannschaft: 5. Platz (im Team Osaka)

### Leichtathletik
| Mädchen - Aikaterini Berdousi 3000 m: 4. Platz - Aikaterini Theodoropoulou 5 km Gehen: 10. Platz - Evangelia Psaraki Diskuswurf: 6. Platz - Agapi Proskynitopoulou Hammerwurf: 9. Platz - Alexandra Zagora Hochsprung: 7. Platz | Jungen - Dimitrios Senikidis Kugelstoßen: 10. Platz - Petros Evangelakos Diskuswurf: 4. Platz - Nektarios Fylladitakis Hammerwurf: 8. Platz - Nikolaos Tsiokos Dreisprung: 10. Platz - Theodoros Chrysanthopoulos Stabhochsprung: Bronze |

### Rudern
| Mädchen - Eleni Diamanti - Lydia Ntalamagka Zweier: Bronze | Jungen - Michalis Nastopoulos - Apostolos Lampridis Zweier: Silber |

### Schwimmen
| Mädchen - Maria Georgia Michalaka 50 m Brust: 6. Platz 100 m Brust: 5. Platz 200 m Brust: 9. Platz (Qualifikation) | Jungen - Ioannis Karpouzlis 50 m Brust: 5. Platz 100 m Brust: 13. Platz (Halbfinale) - Panagiotis Samilidis 100 m Brust: 4. Platz 200 m Brust: 5. Platz 200 m Lagen: DNS |

### Segeln
Jungen
- Efstratios Doukas
Techno 293: 21. Platz

### Trampolinturnen
Jungen
- Apostolos Koutavas
Einzel: 4. Platz

### Turnen
| Mädchen - Elisavet Tsakou Einzelmehrkampf: 21. Platz (Qualifikation) | Jungen - Nikolaos Iliopoulos Einzelmehrkampf: 12. Platz Seitpferd: 7. Platz |